# Dildo

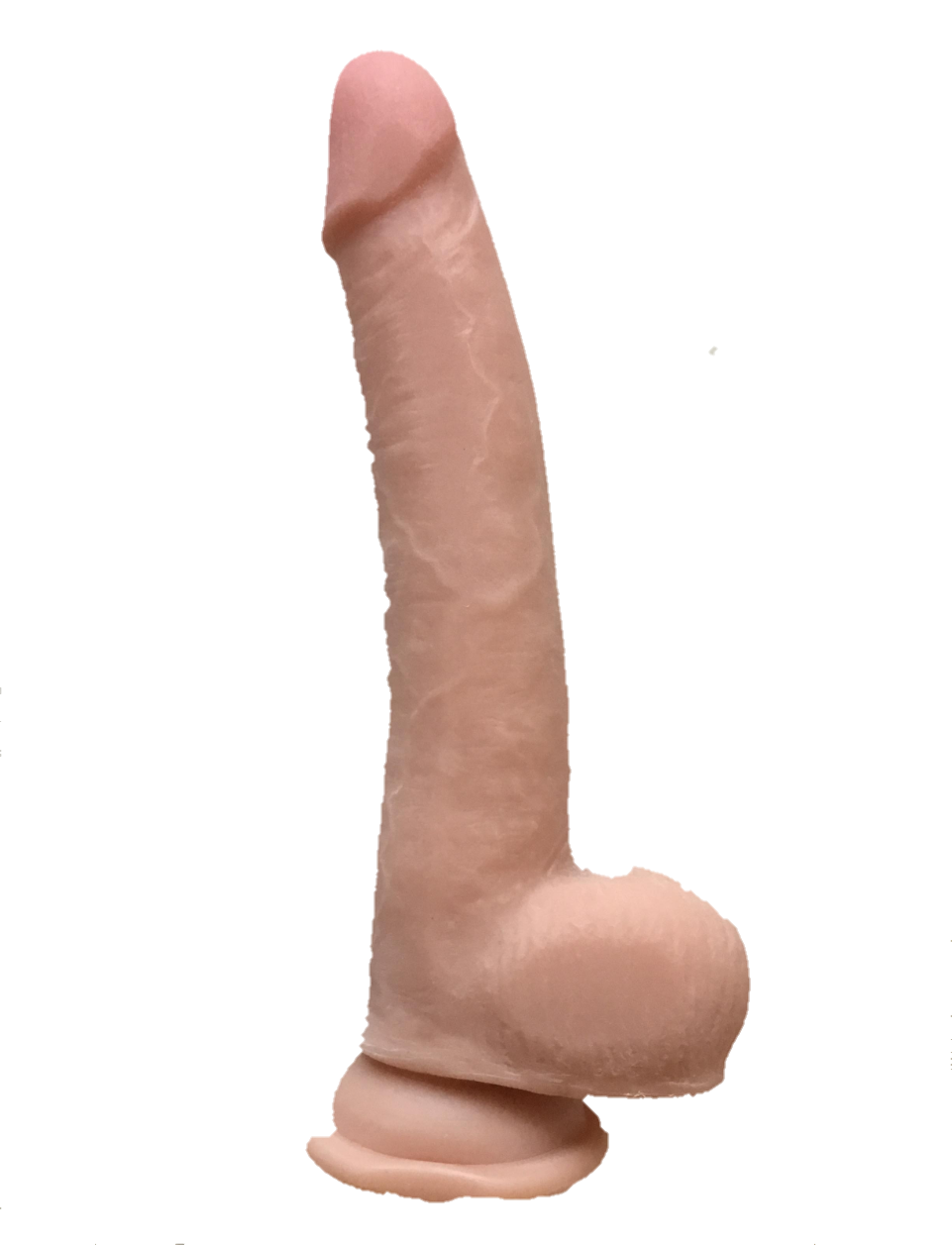
Un dildo

Un dildo è un giocattolo sessuale spesso a forma di pene utilizzato in genere per la masturbazione, nei giochi erotici e nei preliminari. I dildo sono usati da individui di ogni sesso e orientamento sessuale da soli, con un/a compagno/a o in sesso di gruppo.

## Descrizione
Il complesso termine "dildo" è probabilmente una storpiatura dell'italiano "diletto"; potrebbe anche derivare dall'inglese "dil doul" (pene eretto), che è un'espressione presente in una vecchia ballata statunitense del XVII secolo, intitolata The Maids Complaint for Want of a Dil Doul ("Il lamento delle fanciulle per difetto di un pene eretto").
Un'altra possibile etimologia per la parola dildo potrebbe derivare dall'inglese colloquiale "dill", ovvero cetriolo, richiamante appunto la forma fallica. Inoltre è anche possibile che con dildo ci si riferisse al piolo che fissava il remo in posizione su una "dory", una piccola imbarcazione inglese.

## Storia
I simulacri fallici sono comuni nell'arco di tutta la storia dell'uomo, come oggetto di venerazione o forme di espressione artistica. I dildo si distinguono da questi per l'uso sessuale.

### Preistoria
I dildo accompagnano l'umanità da millenni, come confermano i ritrovamenti di alcuni manufatti in pietra e osso di forma fallica alle Gorges d'Enfer (Gole d'inferno), nel comune di Les Eyzies-de-Tayac-Sireuil nella regione dell'Aquitania in Francia, che sono stati interpretati come dei rudimentali dildo risalienti al Paleolitico, sebbene alcuni studiosi li ritengano semplici attrezzi da lavoro o rinforzi per le lance.
Un fallo verde in pietra di giada, risalente a 6.000 anni fa e secondo gli esperti con molta probabilità utilizzato come dildo, è esposto al Museo dell'Antica Cultura Sessuale Cinese nei pressi di Shanghai.

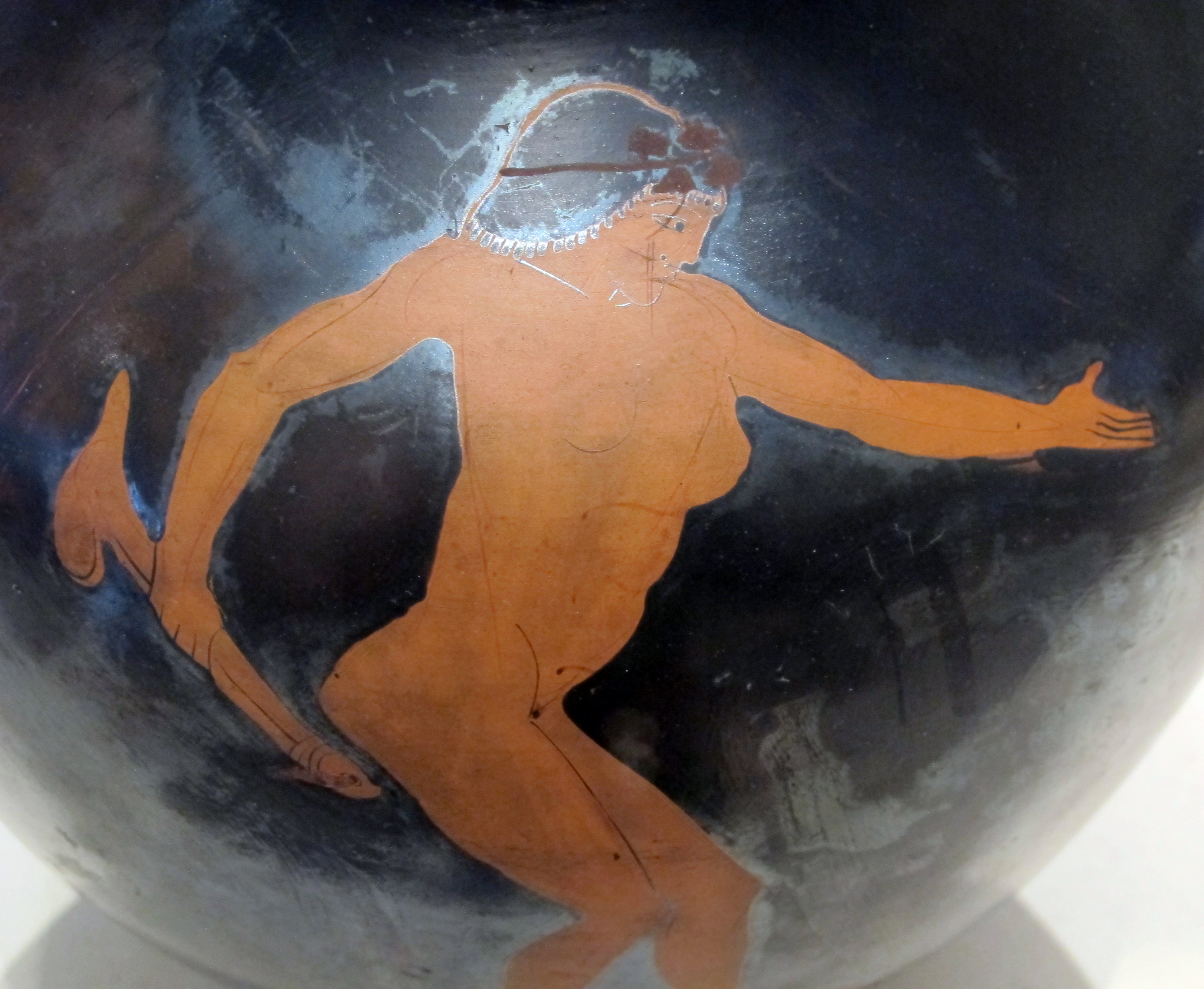
Anfora a figure rosse greca raffigurante una donna con un dildo (490 a.C.)

### Antica Grecia
I dildo erano utilizzati anche nell'Antica Grecia, come testimoniano diverse pitture vascolari e scritti d'autore. I dildo greci, chiamati in lingua greca antica olisboi (al singolare olisbos, venivano solitamente intagliati nel cuoio dai calzolai, e successivamente venduti. Inoltre questi erano spesso rivestiti in pelle imbottita di lana per permettere vari gradi di spessore e fermezza. Erano spesso lubrificati con olio d'oliva e utilizzati per la pratica sessuale e altre attività.
Come testimoniano molti scritti di diversi autori, i Greci furono anche una delle prime civiltà a utilizzare il termine "giocattolo" per riferirsi al dildo: infatti, nel mimo dell'antico poeta greco Eroda (III a.C.), due amiche conversano del dildo in cuoio fabbricato da un calzolaio, riferendosi ad esso col termine “baubon”, "gioco".
Anche la celebre opera Lisistrata (411 a.C.) del grande commediografo Aristofane cita spesso i dildo, come nel seguente passo recitato dalla protagonista:
La studiosa classicista del '900 Page duBois suggerì che i dildo erano presenti nell'arte greca poiché nell'antica immaginazione greca risultava difficile riuscire a concepire il sesso senza una qualche forma di penetrazione, e che, perciò, la masturbazione femminile o il sesso tra donne richiedevano per forza l'utilizzo di un fallo artificiale.

### Antica Roma
È dimostrato che anche nell'Antica Roma era diffuso l'utilizzo di falli artificiali, non solo per il piacere sessuali, ma anche per riti come la deflorazione.
Nel 1992, per esempio, è stato ritrovato un antico dildo di legno di epoca romana nei pressi del forte di Vindolanda, località situata tra l'Inghilterra e la Scozia; dopo esserne stata accertata la funzione (all'inizio infatti si era erroneamente creduto che esso fosse uno strumento per il cucito), l'oggetto è stato denominato perciò "fallo di Vindolanda".

### Rinascimento

#### Gran Bretagna

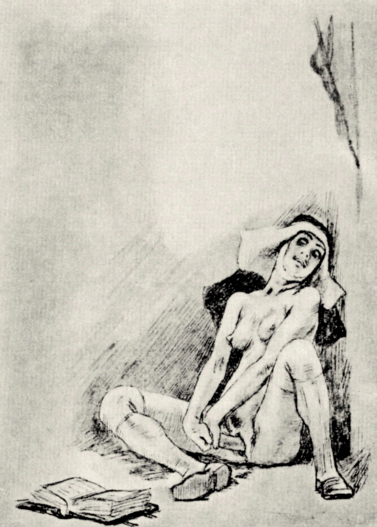
Vignetta satirica anticlericale del XIX secolo, opera del belga Félicien Rops, mostra Santa Teresa intenta ad usare un fallo artificiale (riferimento agli stati di estasi, qui spiegati come orgasmi, in cui secondo la Chiesa era solita cadere la santa).

Nei primi anni del 1590, l'autore satirico inglese Thomas Nashe scrisse una poesia intitolata The Choise of Valentines e nota anche come The Merrie Ballad of Nashe his Dildo. All'epoca addirittura questo testo non venne stampato, a causa della sua "oscenità", ma Nashe riuscì lo stesso a diffonderla da solo, rendendo così il proprio nome noto al pubblico. La poesia descrive una visita a un bordello da parte di un uomo chiamato Tomalin, che sta cercando la sua fidanzata, Francis, diventata una prostituta. L'unico modo con cui può vederla è assumerla. Tuttavia, lei ricorre all'uso di un dildo di vetro, poiché lui scopre di essere affetto da disfunzione erettile e di non poter quindi soddisfarla.

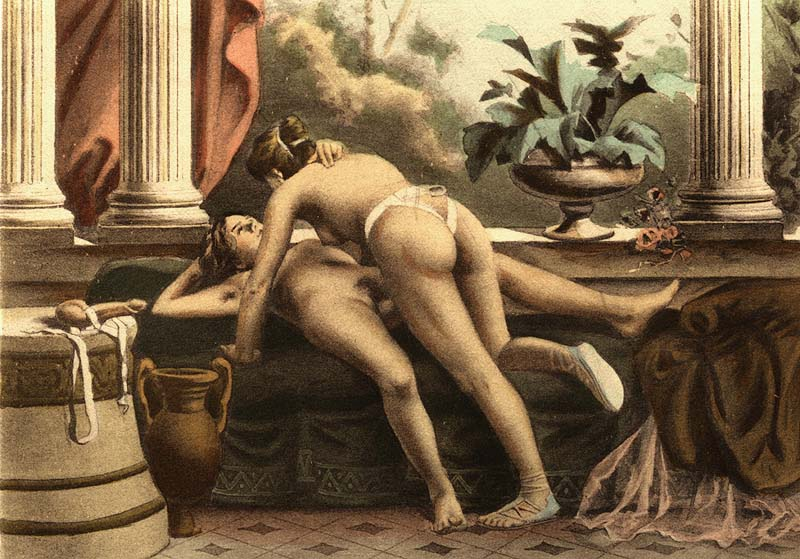
Litografia di Édouard-Henri Avril raffigurante un rapporto sessuale tra donne con l'utilizzo di un dildo (1906)

I dildo vennero menzionati ironicamente anche dal più grande autore inglese del tempo, ossia William Shakespeare, nell'atto IV della scena IV de Il racconto d'inverno. Shakespeare e Ben Jonson (nella sua opera del 1610 The Alchemist) sono solitamente considerati i primi autori ad aver utilizzato in un'opera scritta la parola "dildo" (dato che la poesia sopracitata di Nashe non venne pubblicata fino al 1899).
Anche l'autore seicentesco John Wilmot, lo scrittore libertino e antipuritano più famoso del suo tempo, pubblicò la sua poesia Signor Dildo nel 1673. In quel momento, infatti, dal parlamento inglese furono sollevate non poche obiezioni al matrimonio combinato avvenuto quell'anno tra il protestante duca di York e futuro re Giorgio II e Maria Beatrice d'Este, italiana cattolica. Il 3 novembre fu quindi presentato un discorso di protesta del Parlamento all'allora re Carlo II, che nell'orazione veniva sollecitato a porre fine a qualsiasi matrimonio pianificato "per portare indescrivibile gioia e conforto a tutti i leali sudditi inglesi". La risposta di John Wilmot a questo discorso fu appunto Signor Dildo, una poesia/discorso finto che riprendeva le parole dell'orazione storpiandole e che anticipava "i solidissimi vantaggi di un matrimonio cattolico", chiaro riferimento all'importazione all'ingrosso di diversi dildo italiani appunto "solidissimi"), per portare indescrivibile gioia e conforto a tutte le leali signore inglesi:
Voi tutte, donne tutte della ridente Inghilterra!
Voi, che siete andate a baciare la mano della Duchessa,
A voi chiedo, per favore: non avete osservato di recente in città
Un nobile italiano chiamato Signor Dildo? Nella sua lingua "Cazzo"? [...]
Se questo signore fosse noto ai bellimbusti di questa balorda città,
egli terrebbe le loro mogli lontane dai direttori dei loro negozi;
ma quei furfanti meritano che le loro corna crescano ancora e
e meritano di essere da tutti odiati come il Papa odia Dildo
...sebbene essi siano padre e figlio.
La poesia, mai pubblicata in Italia fino al '900 a causa del rifiuto da parte della Chiesa, è tuttora talmente nota in Inghilterra che essa è citata e musicata anche nel famoso biopic sulla vita di John Wilmot, realizzato nel 2004 e intitolato The Libertine (in cui lo scrittore è interpretato da Johnny Depp).

## Cos'è un dildo
Non esiste una definizione univoca di dildo. Generalmente si ritiene che un oggetto adatto alla penetrazione per forma, misura e aspetto complessivo, che però "non vibra", se destinato a un uso sessuale, sia un dildo. 

### Materiali

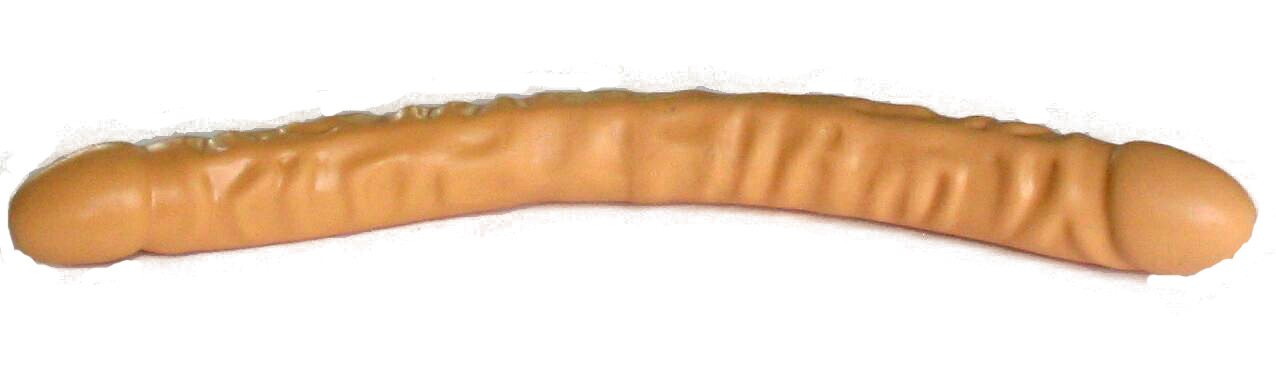
Un dildo doppio di lattice

I dildo più antichi erano fatti di pietra, legno, cuoio, cera o porcellana, e a partire dal Rinascimento anche in vetro (riempibili con acqua calda). Tra questi sono rimasti molto popolari quelli di cuoio, riempiti di cotone o stracci. I dildo di gomma, irrigiditi solitamente da un'anima di metallo, furono commercializzati dagli anni quaranta: la presenza della barra di metallo e la facile deteriorabilità della gomma esponevano l'utilizzatore al rischio di lesioni anche gravi.
In seguito, si sono diffusi dildo in PVC, un materiale ancora molto usato, soprattutto per la produzione di quelli più economici, insieme alla gelatina. Entrambi i materiali contengono ftalato, un ammorbidente dei materiali plastici, utilizzato anche per le custodie dei CD, i contenitori alimentari e altri giocattoli morbidi di plastica. Lo ftalato può entrare nella circolazione sanguigna attraverso la mucose della bocca, della vagina e dell'ano: alcuni studi lo collegherebbero a forme tumorali e patologie prenatali. I prodotti in PVC e gelatina, inoltre, non possono essere sterilizzati.
Sono stati realizzati dildo di metallo cromato, che hanno riscosso un certo successo, soprattutto nei circoli BDSM. Non sono particolarmente comodi perché non sono flessibili.
Gli anni novanta hanno visto il boom dei dildo di silicone, facili da sterilizzare anche con semplice acqua bollente e privi del caratteristico odore di plastica del PVC. Costosi al loro ingresso sul mercato, il loro prezzo è andato calando in parallelo alla loro diffusione. Il silicone assorbe bene il calore corporeo e la sua elasticità lo rende un eccellente conduttore delle vibrazioni. 
Un passo successivo è stata la messa in commercio di dildo in vetro borosilicato (pyrex). Sono costosi e rigidi, ma riscuotono successo, anche perché possono essere portati alla temperatura corporea con semplice acqua calda e sono sterilizzabili mediante bollitura. Con il cyberskin, simile alla vista e al tatto alla pelle umana, che garantisce un particolare "realismo", si è tornati a un materiale poroso, che non può essere sterilizzato, che diventa appiccicoso dopo il lavaggio (inconveniente al quale si può rimediare con farina di grano) ed è molto più delicato e deteriorabile del silicone.

### Forma

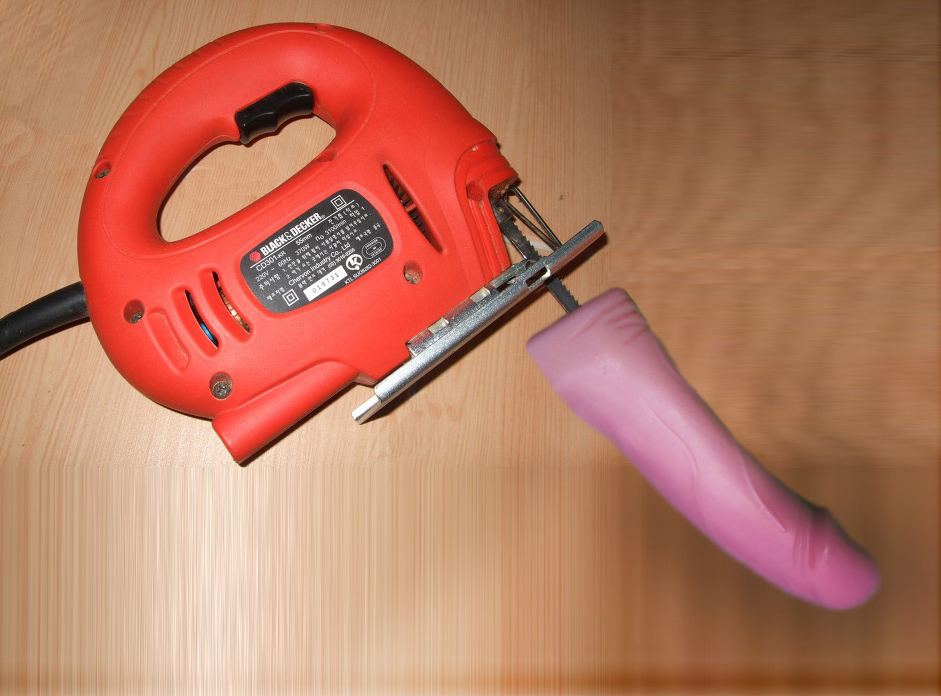
Jigsaw Squirting

I dildo più comuni in commercio riprendono la forma del pene in stato di erezione, ma ne sono prodotti di svariate forme alternative. Ce ne sono di artistici, con forme astratte o modellati a forma di anilame o di personaggi dei fumetti, o di più semplici e più funzionali alla stimolazione genitale o all'uso come "dilatatori vaginali" nella terapia sessuologica del vaginismo o della dispareunia.
In Giappone molti dildo rappresentano animali o personaggi dei cartoni animati, di modo che possano essere venduti come semplici giocattoli, eludendo le rigide leggi contro l'oscenità.
Esistono dildo dotati di meccanismi a manovella che permettono movimenti atti ad aumentare le sensazioni erotiche.

### Variazioni

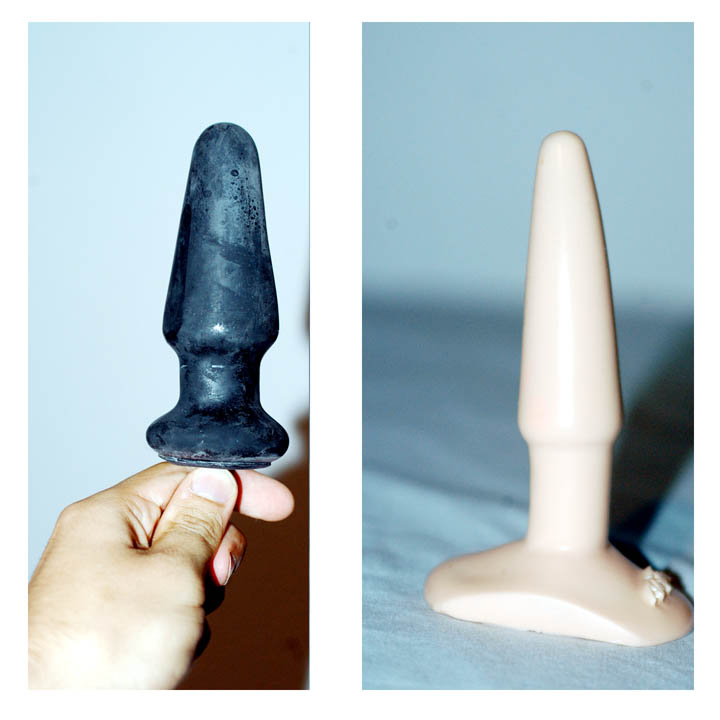
Esempi di Butt-plugs

Ci sono dildo a doppia punta di diverse forme e taglie.
Un dildo inserito e mantenuto per un certo tempo all'interno dell'ano viene generalmente denominato butt-plug. Quelli usati per ripetute penetrazioni anali, così come quelli a spinta, sono chiamati semplicemente dildo. Esistono anche dildo doppi, di differenti dimensioni e orientati verso lo stesso lato, per una simultanea penetrazione anale e vaginale.
I dildo dotati di un'imbracatura che consente di "indossarli" sono chiamati strap-on dildo. Anche gli strap-on dildo possono avere una doppia estremità ed essere usati da donne che vogliano provare la penetrazione vaginale penetrando al tempo stesso il proprio partner: si prestano quindi all'uso sia in rapporti omosessuali, sia in rapporti eterosessuali a ruoli invertiti (pegging).
Esistono inoltre dildo progettati per essere fissati al viso, gonfiabili, o dotati di ventosa alla base, nonché dildo che, anziché essere assicurati al corpo da un'imbracatura intorno alla vita (gli anzidetti strap-on), sono fissati con un butt-plug da infilare nel retto (e sono quindi strapless, cioè privi di imbracatura): in quest'ultimo caso, la persona che indossa il dildo può penetrare con esso nell'ano o nella vagina dell'altro/a partner mentre nel contempo viene penetrata analmente dal butt-plug che sostiene il dildo.

### Uso
Le penetrazioni vaginale e anale con il dildo sono gli usi più comuni. I dildo hanno anche un uso feticistico e alcune coppie li usano, per esempio, passandoli sulla pelle durante i preliminari. Se le dimensioni lo permettono, possono essere usati come mordacchia, per penetrazioni orali (una sorta di fellatio artificiale), o per penetrazioni anali. Alcuni particolari dildo sono appositamente conformati per stimolare il punto G.

## Aspetti igienico-sanitari
La condivisione di un dildo tra varie persone è un comportamento a rischio dal punto di vista igienico e sanitario, sia nel caso di dildo realizzati in materiali porosi o micro-porosi, sia nel caso di quelli realizzati in materiali non porosi e facili da sterilizzare, come il Pyrex e il silicone. L'uso del profilattico consente di ridurre il rischio.
I dildo di silicone e i lubrificanti a base di silicone non sono compatibili. Tali lubrificanti tendono a liquefare la superficie del dildo di silicone, rendendola pericolosamente appiccicosa. I profilattici pre-lubrificati potrebbero contenere sostanze a base di silicone: quindi prima di coprire un dildo con un profilattico pre-lubrificato è meglio accertarsi della composizione della sostanza lubrificante.
I dildo privi di una base allargata o di altri meccanismi di controllo per inserimenti profondi non dovrebbero essere utilizzati per le penetrazioni anali. Il rischio è che le contrazioni antiperistaltiche involontarie del retto (le stesse che consentono l'assunzione delle supposte) "risucchino" il dildo fino a renderne impossibile l'estrazione senza assistenza medica.

## Galleria d'immagini

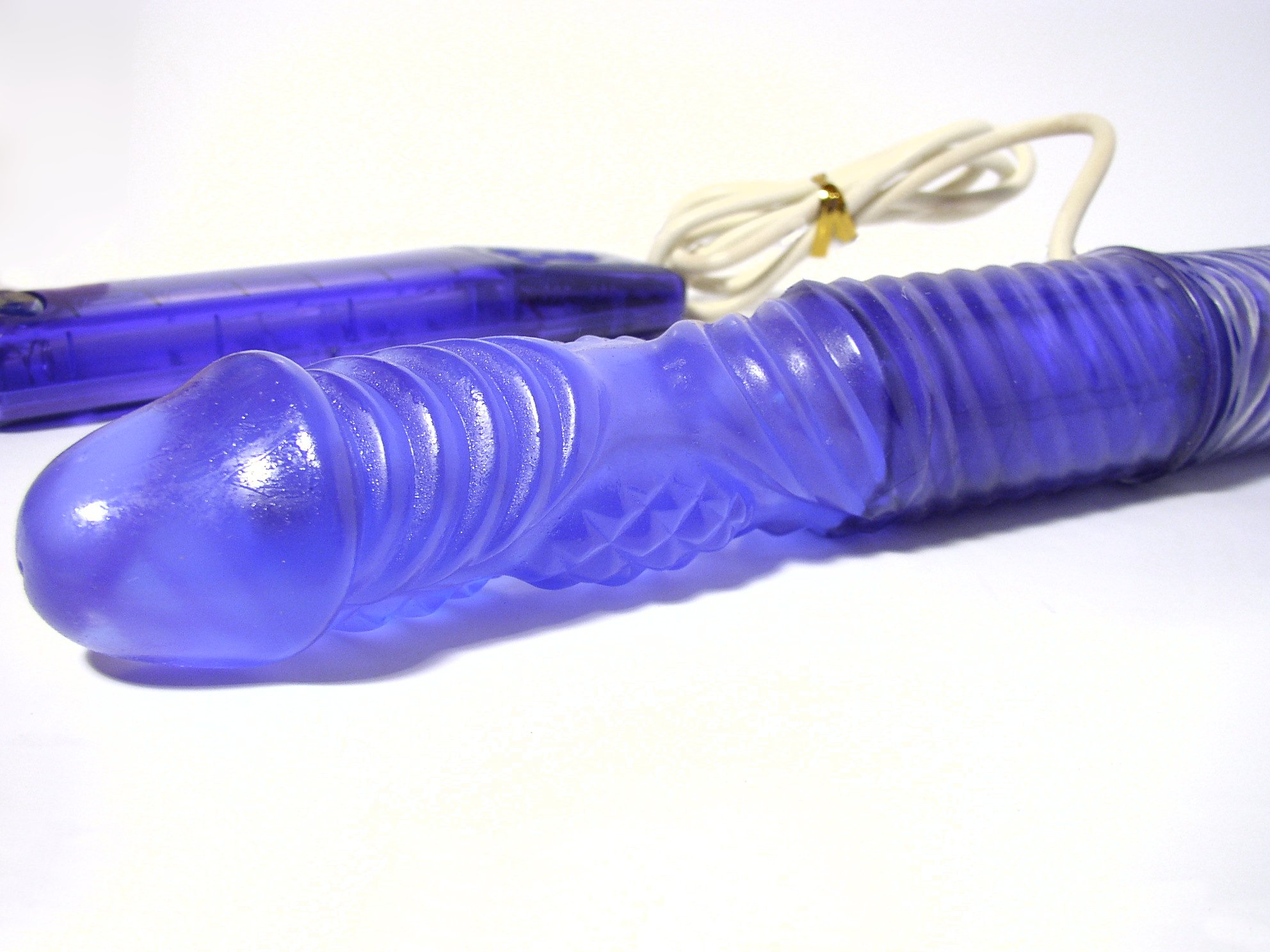
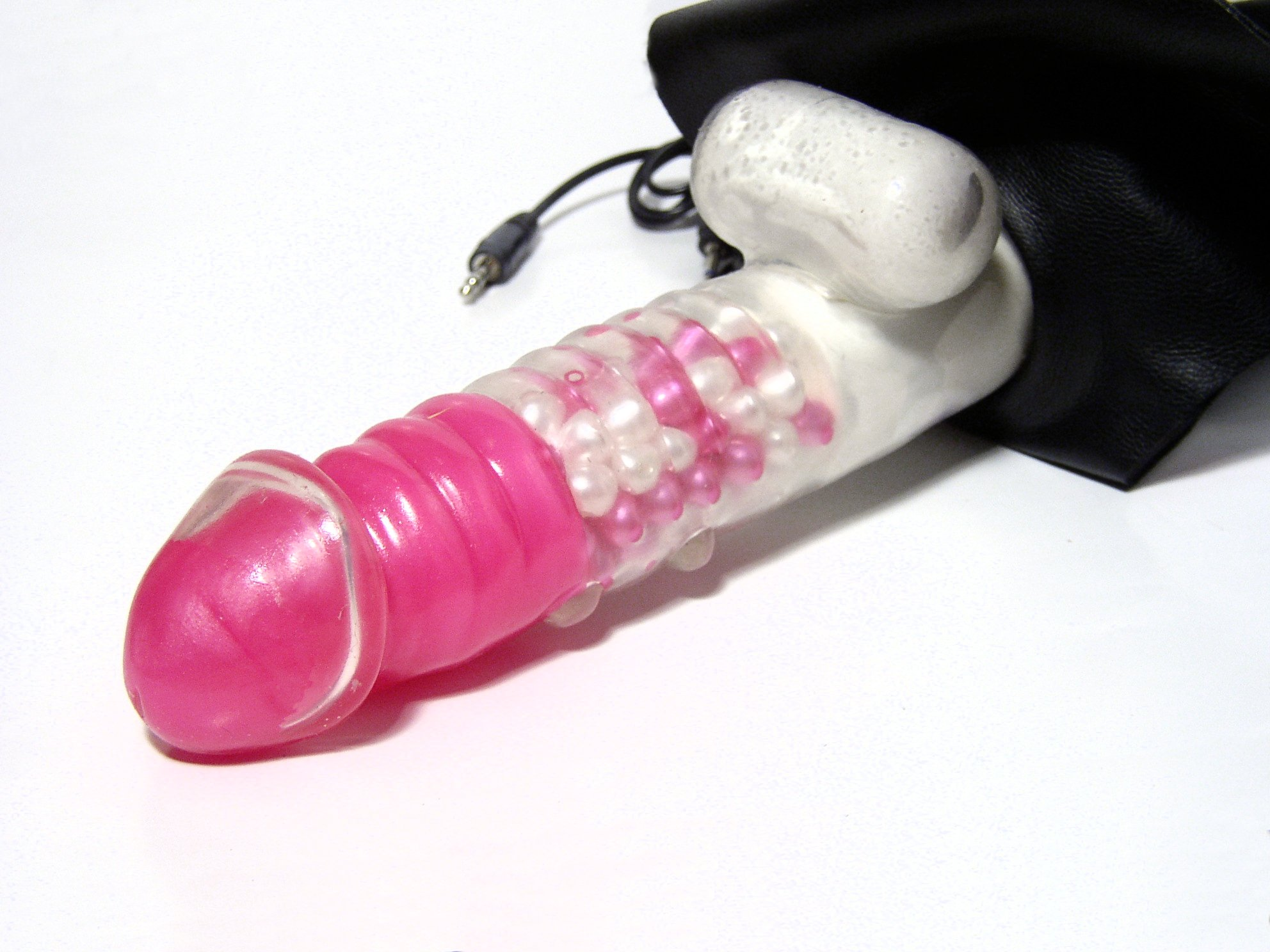
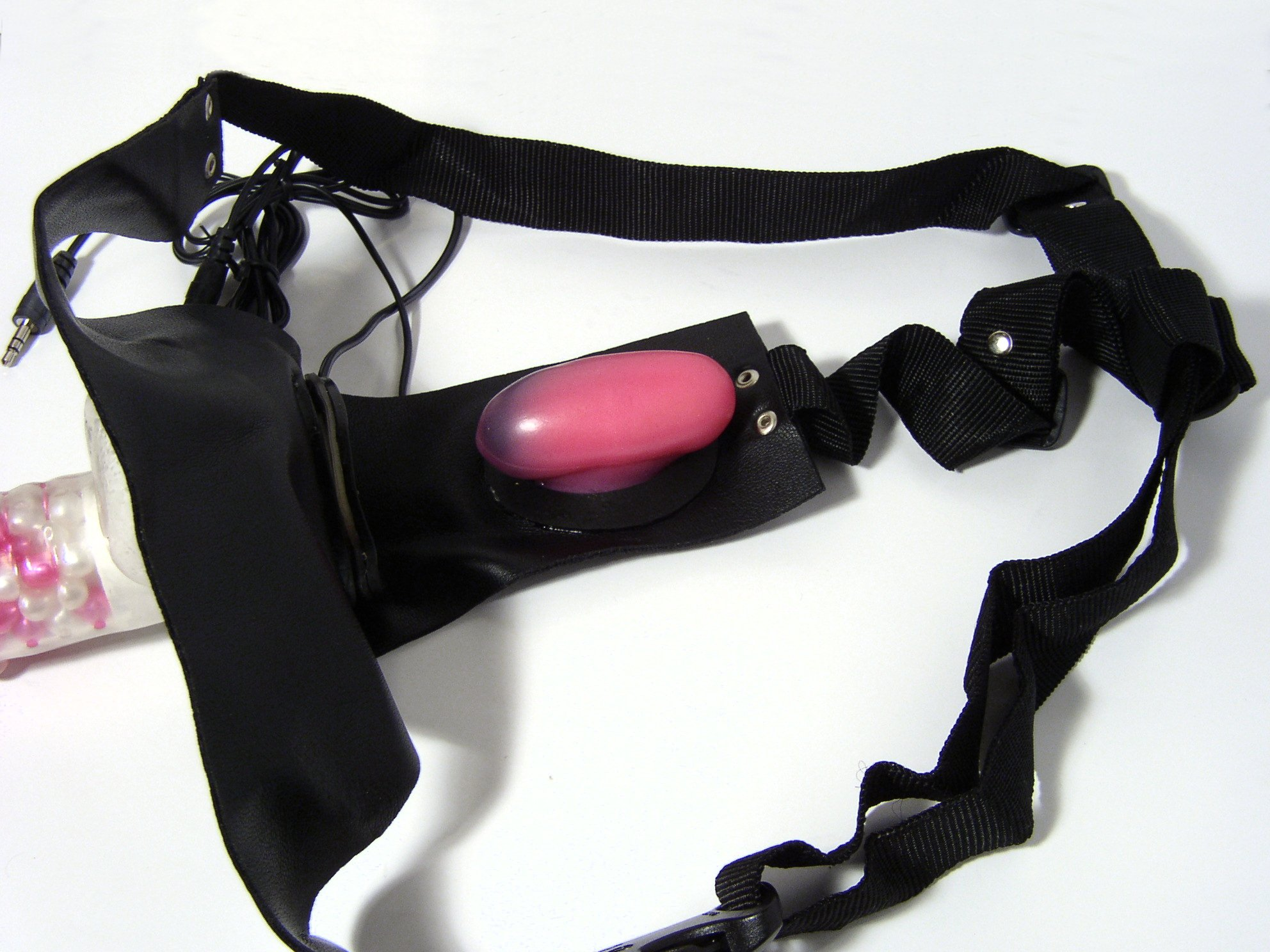
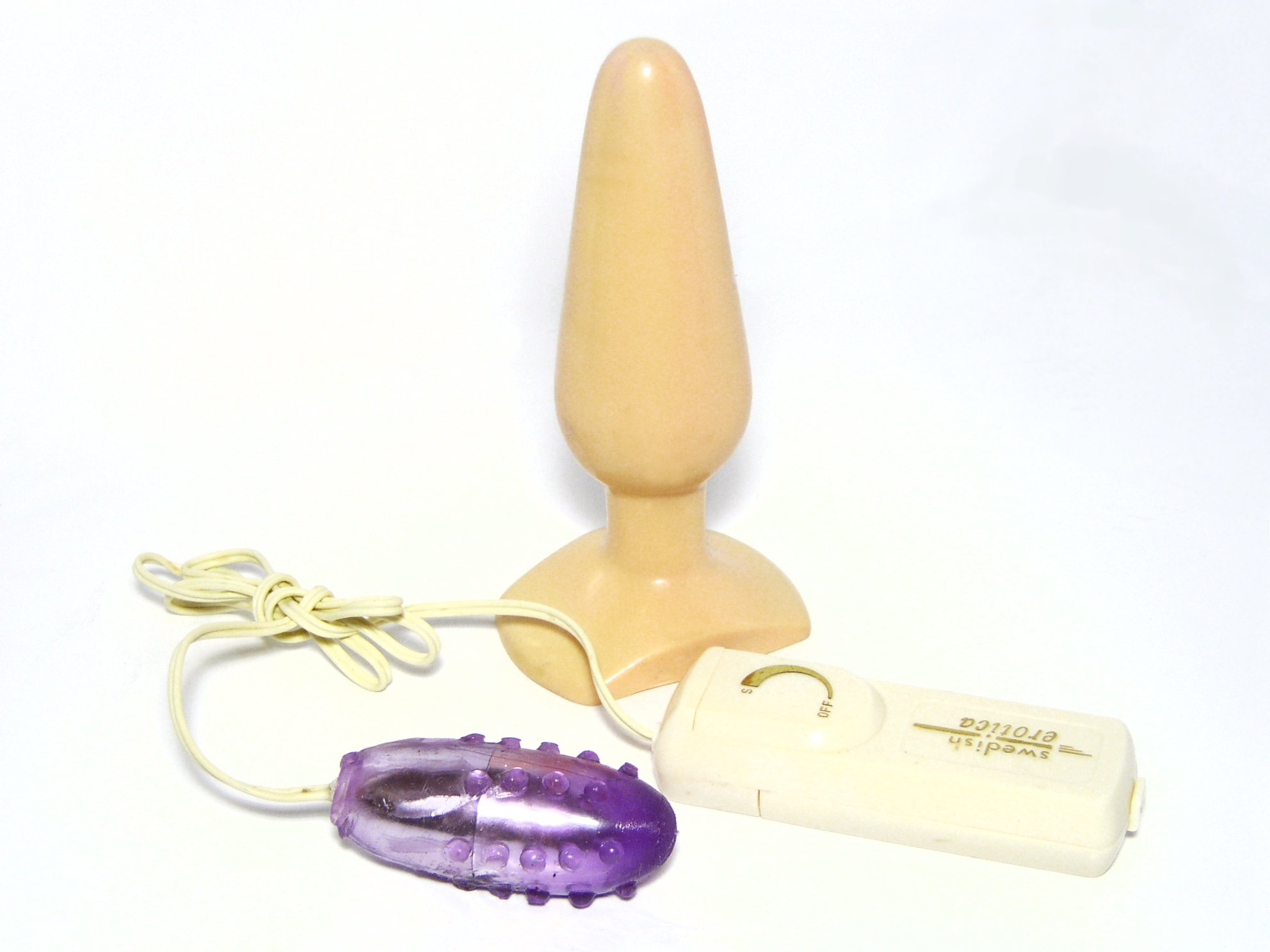
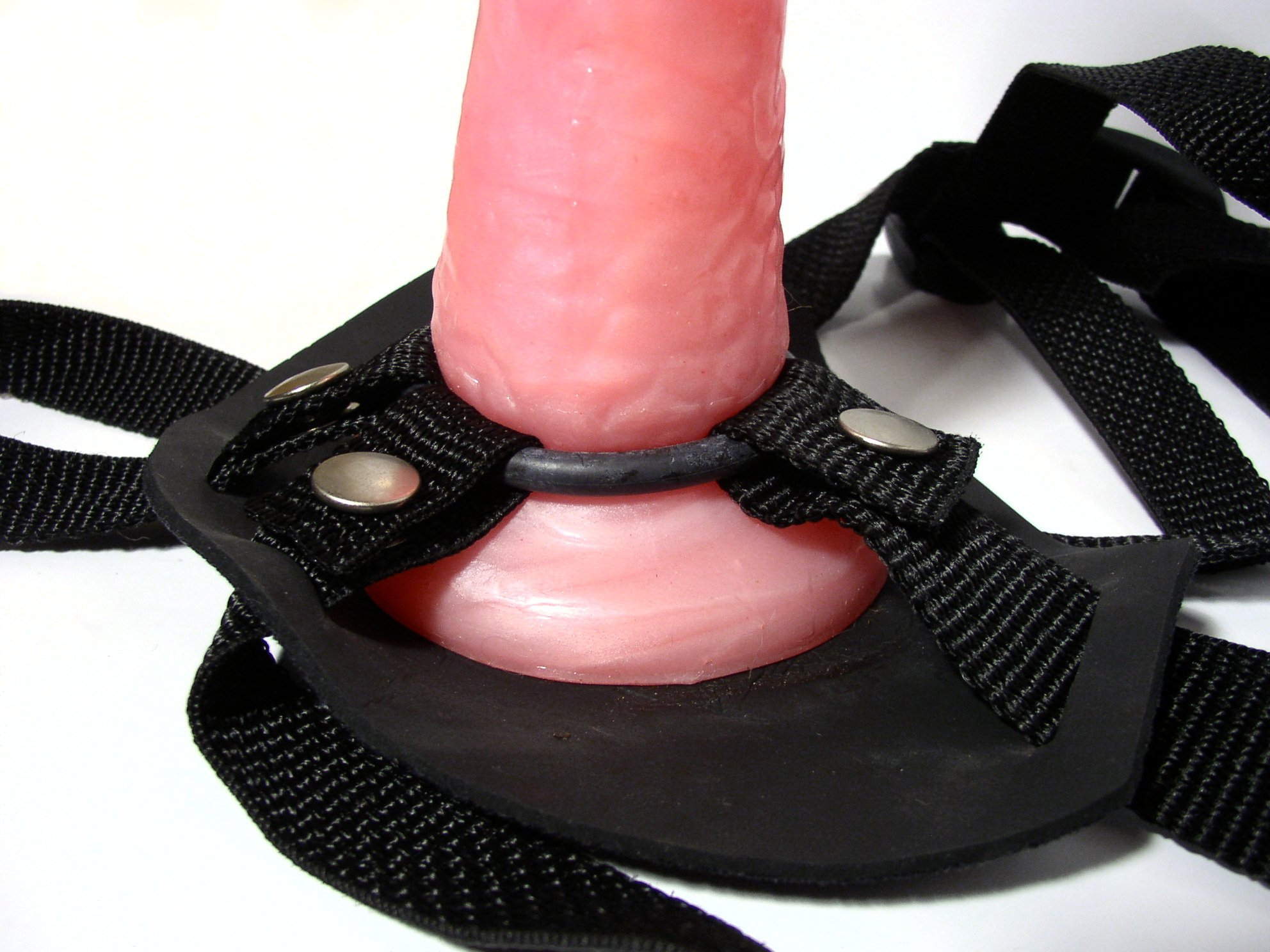
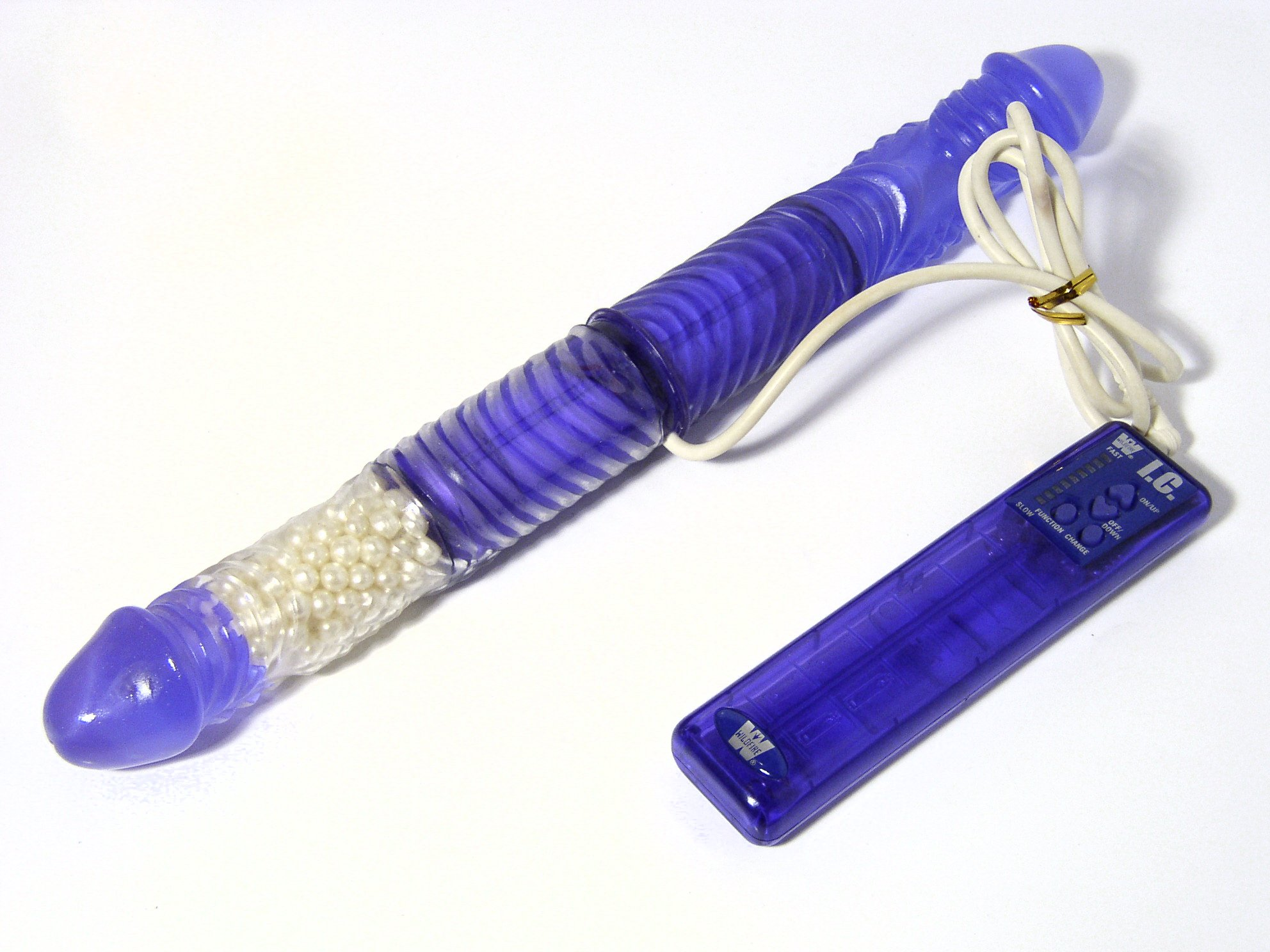
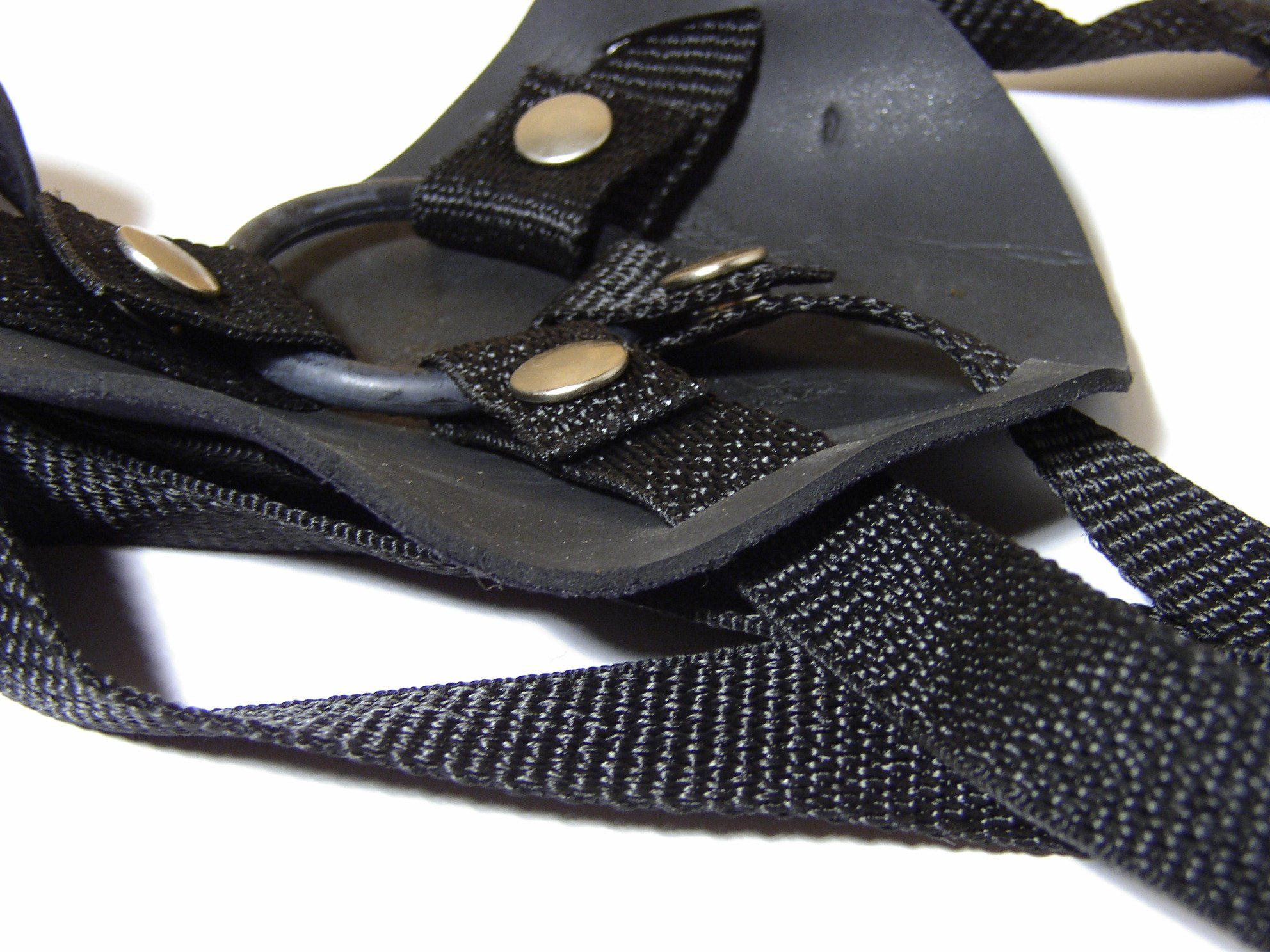